# El Altar
El Altar (Kichwa: Kapak Urku, von Quechua Qhapaq Urqu „mächtiger Berg“, „königlicher Berg“) ist ein 5319 Meter hoher inaktiver Schichtvulkan der Anden im Westen des Sangay-Nationalparks in Ecuador (Provinz Chimborazo), ca. 170 km südlich der Hauptstadt Quito. Er ist im Pliozän bzw. im Pleistozän entstanden. Seine Caldera befindet sich im Westen.
Neun seiner Gipfel sind über 5000 Meter hoch. Auf einer Höhe von 4200 Metern befindet sich ein Kratersee namens Laguna Collanes oder Laguna Amarilla. Die letzte Eruption ist nicht bekannt, fand jedoch wahrscheinlich vor dem Jahr 1460 statt.

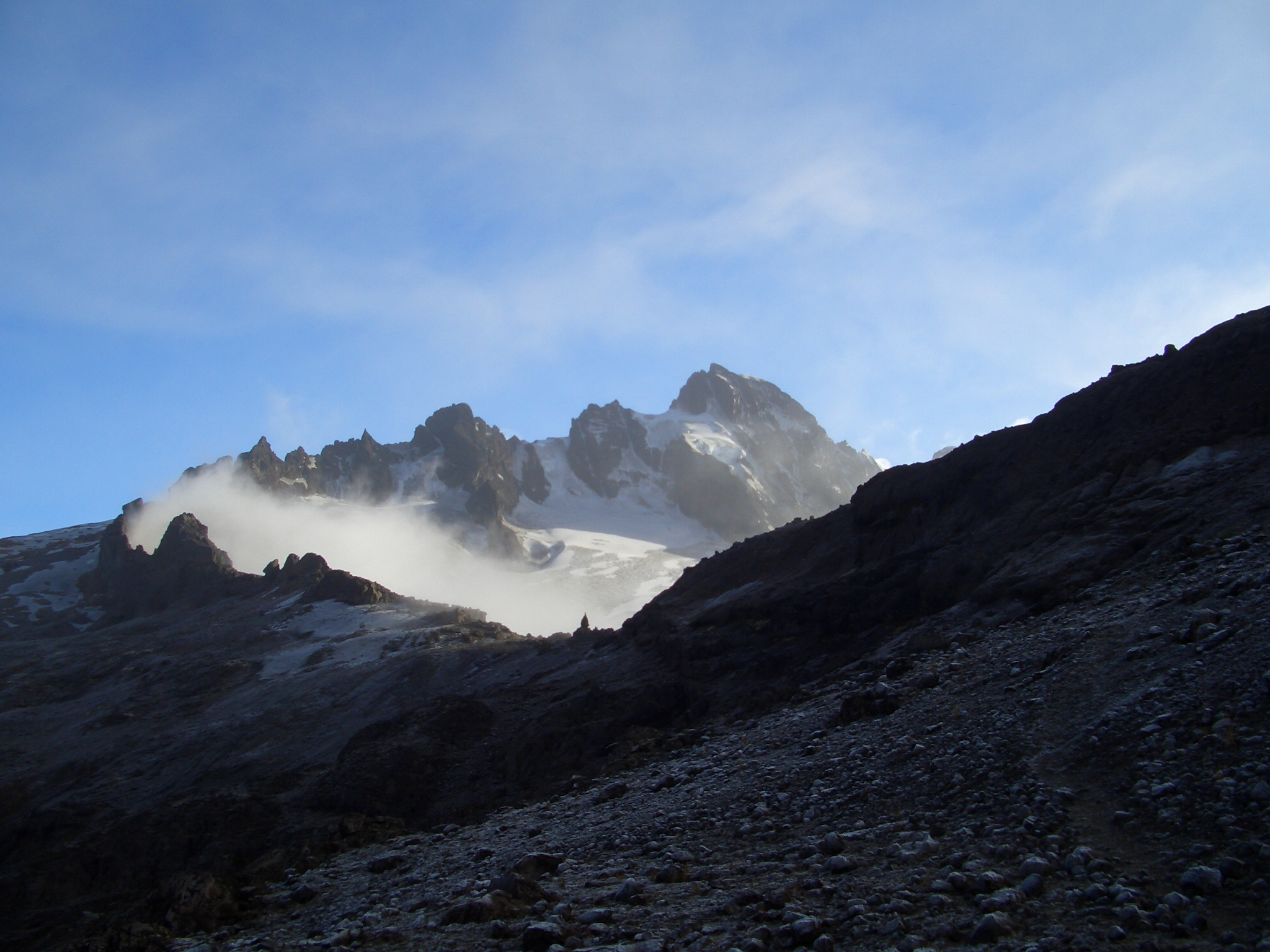
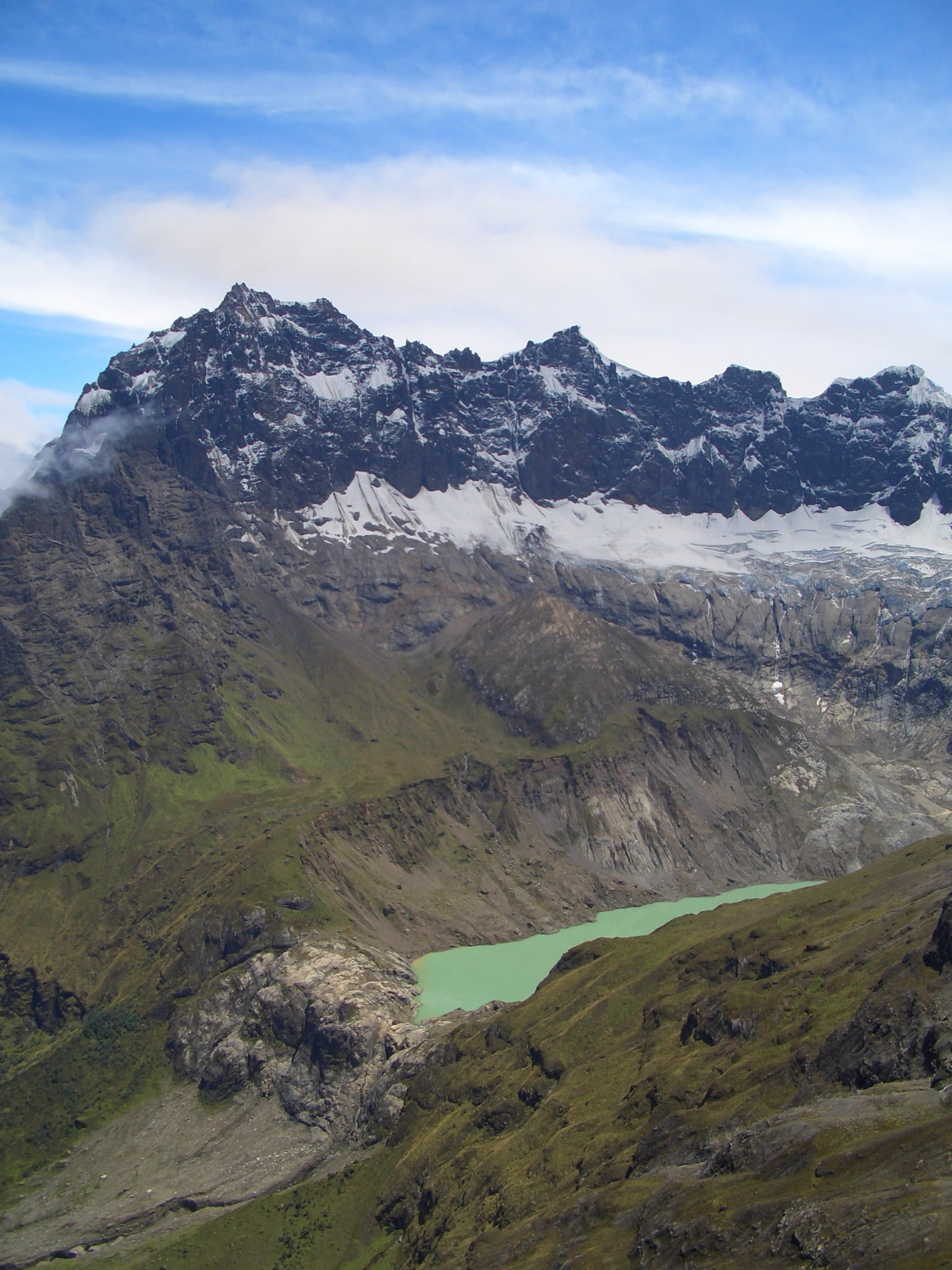
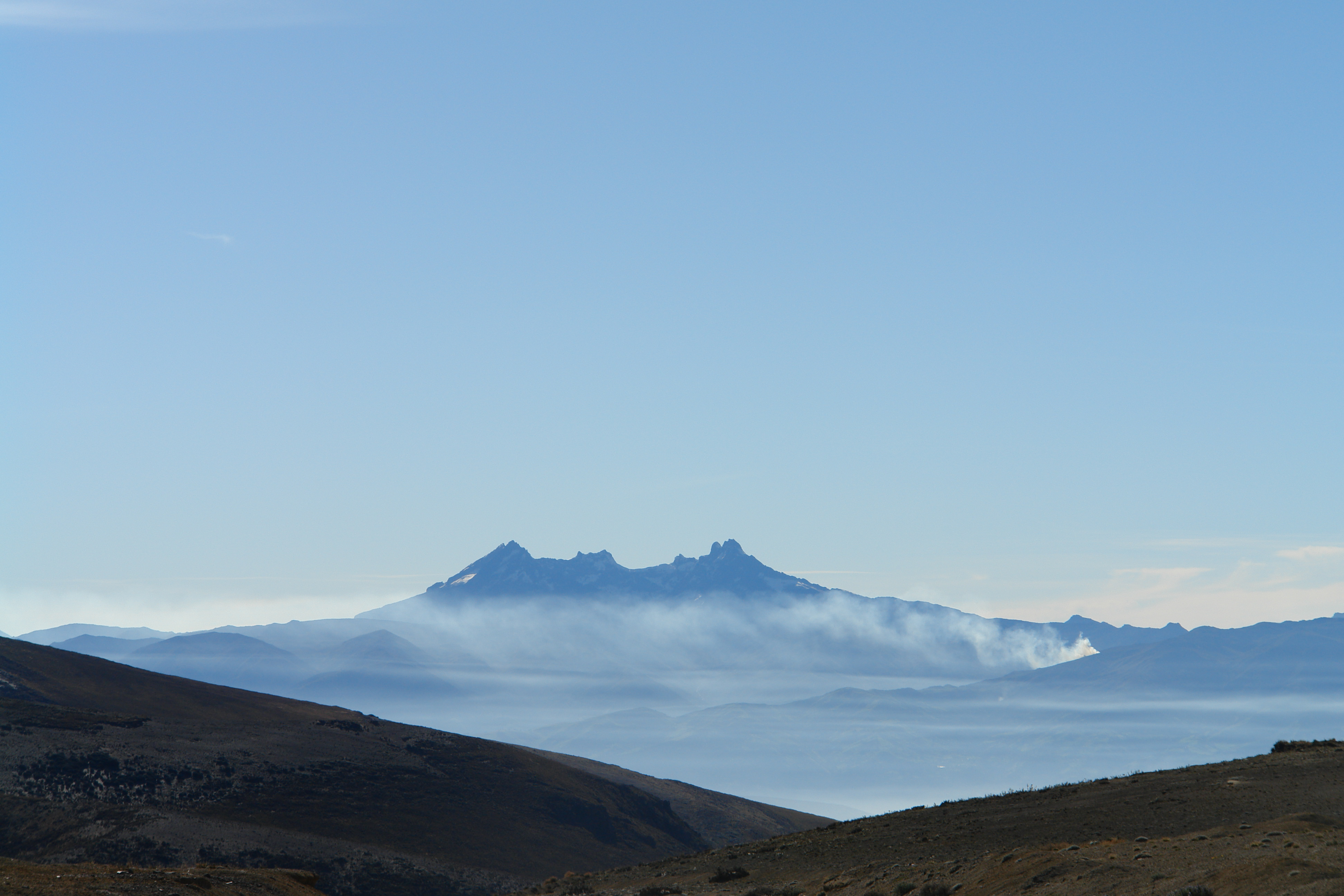